# 天生緣分
《天生緣分》（韓語：천생연분）是韓國MBC電視台於2004年1月至2月期間播放的水木連續劇，由安在旭、黃薪惠、權五中、吳承賢等演出。

## 劇情介紹
金錫久是一個銀行職員，因為花心，所以他常常換女朋友。有一次，錫久的好朋友黃宗赫介紹比錫久年長6歲，當空姐的姊姊宗慧到錫久的銀行存款，兩人因此而認識。不久，宗慧為了在朋友面前介紹她的男朋友，而叫錫久假裝成她的男朋友，原因是宗慧剛剛與男朋友分手了。其後，兩人漸漸愛上對方，並發生了關係。宗慧的父母反對他們來住，宗赫也反對他們，但他之後卻與姊姊的好朋友趙安娜交住。其後，宗慧發現她懷孕了，她的父母只好讓他們結婚。婚後，錫久花心的性格依然不改，與電視購物頻道的主持人高恩菲關係曖昧；另一方面，宗慧的父親因生意失敗而離家出走，為了幫補母親家而到安娜介紹的公司工作，被同事張成賢追求。兩夫婦的關係因彼此之間的誤會而到了不可挽救的地步......

## 人物介紹
- 安在旭 飾 金錫久

家境貧窮，而且背景有點複雜，親生母親死後，父親再婚，有一個同父異母的妹妹。父親幾經辛苦供錫久讀完大學，他畢業後就在銀行工作，常常喜歡找20多歲的年輕女友，但不料自己竟然會喜歡上一個比他年長6歲的姊姊。
- 黃薪惠 飾 黃宗慧

家境富裕，是一個空中小姐。宗慧自小就因為她出眾的外貌而吸引不少男孩子的追求，這也使她的對男人的眼光非常高，令到她年近36歲都未嫁出去，父母因此非常擔心。婚後辭了工，待生完兒子後才得到安娜的介紹到電視購物公司當主持人。
- 權五中 飾 黃宗赫

因為家境富裕使他生活無憂的關係，宗赫30歲都未曾找工作，只懂向父母拿零用錢，常常躲在家中玩電腦遊戲，沒錢就找他中學時候的好朋友錫久請吃飯，他的嗜好是脫光身子在房裏玩電腦遊戲。
- 吳承賢 飾 高恩菲

電視購物頻道的主持人，因為她的美貌而令不少男人著迷，但她賺到的錢都不夠她的花費，皆因她喜愛買名牌裝扮自己，因此，她常常向銀行借錢，亦因此而認識錫久。
- 李柱賢 飾 張成賢

身材高大，樣貌英俊是他能於模特兒界立足的原因，他與恩菲及宗慧在同一間電視購物公司工作，他雖然知道宗慧是一個有夫之婦，而且年紀比他大，但他仍熱烈追求她。
- 趙美玲 飾 趙安娜

一個離婚婦人，是電視購物公司的高層，負責監督購物頻道的日常運作，她是宗慧的大學後輩，但她們非常好朋友，宗慧的工作也是她介紹的，她在一巧合下與宗慧的弟弟認識。

## 外部連結
- MBC《天生緣分》官方網站（页面存档备份，存于） 
- 八大電視《天生緣分》官方網站（中文）

| 韓國 MBC 水木劇                  | 韓國 MBC 水木劇                    | 韓國 MBC 水木劇 |
| -------------------------------- | ---------------------------------- | --------------- |
|                                  | 天生緣分 （2004.1.1 - 2004.2.19）  |                 |
| 我跑 （2003.10.15 - 2003.12.11） | 說你愛我 （2004.2.25 - 2004.4.14） |                 |

| 台灣 八大戲劇台 每週一至五22:00-23:00 | 台灣 八大戲劇台 每週一至五22:00-23:00 | 台灣 八大戲劇台 每週一至五22:00-23:00 |
| ------------------------------------- | ------------------------------------- | ------------------------------------- |
|                                       | 天生緣分 （2005.10.11 ~ 2005.11.7）   |                                       |
| 悲傷戀歌 （2005.9.1 ~ 2005.10.10）    | 我叫金三順 （2005.12.13 ~ 2006.1.11） |                                       |